# Tea Stjärne

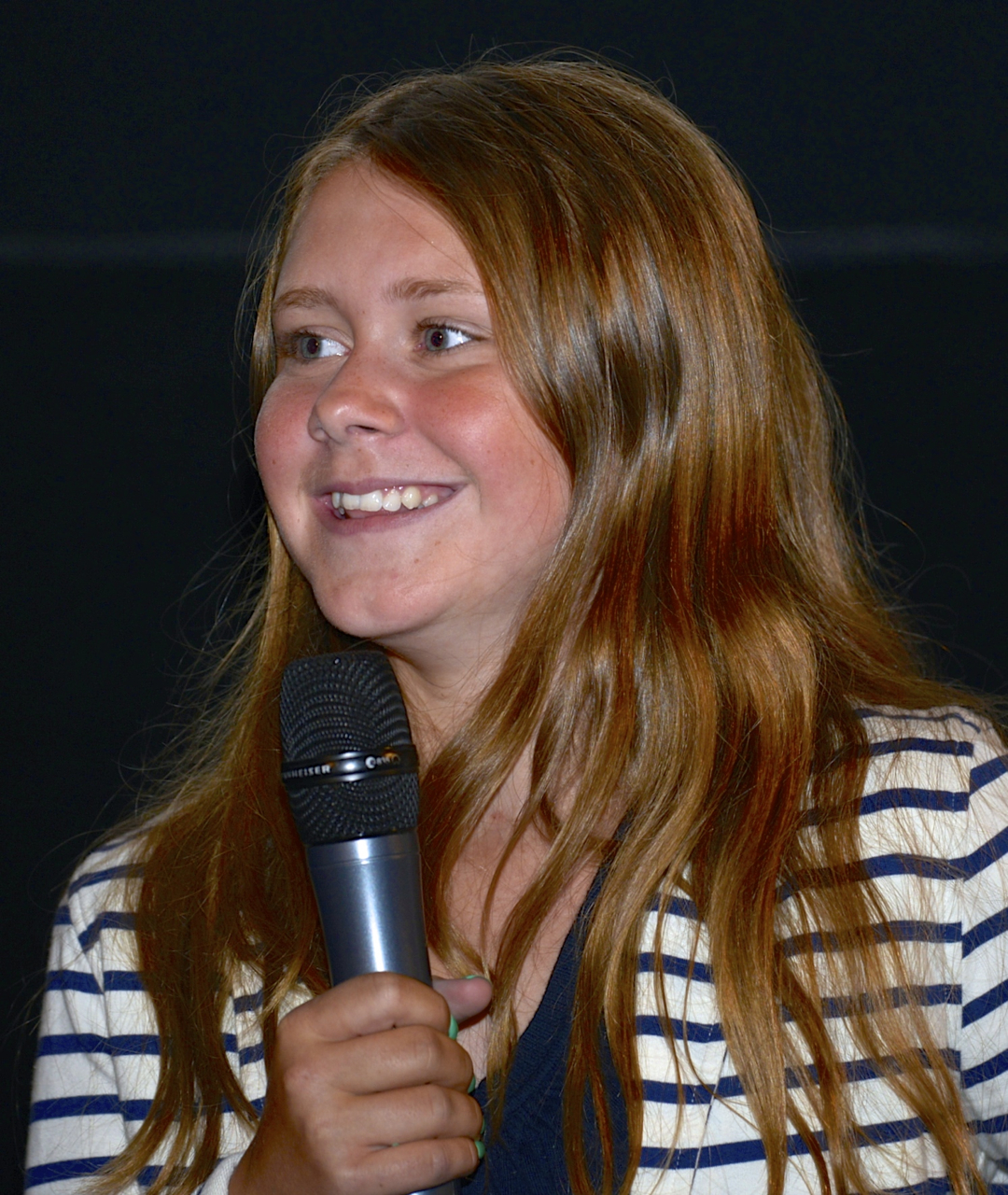
Tea Stjärne 2014.

Tea Aurora Inez Jacobsdotter Stjärne, född 31 juli 2001 i Stockholm, är en svensk skådespelare.

## Biografi
År 2010 var Tea Stjärne programledare i TV-serien Godare än glass tillsammans med Rabih Jaber i TV4:s barnblock Lattjo Lajban, en serie som sändes under två säsonger. Stjärne har även spelat en av huvudrollerna i den sjätte säsongen av barnserien Mimmi och Mojje - Mimmi och Mojje på camping. År 2011 hade hon huvudrollen i SVT:s julkalender Tjuvarnas jul tillsammans med Gustaf Hammarsten.
Tea Stjärne anlitas som röstskådespelare, bland annat för serierna Wibbly gris, Sagor från zoo, Umizoomi och Lille finger. Hon spelar en av huvudrollerna i TV serien Pinata. Hon spelar Anna i tre Sune-filmer.

### Familj
Tea Stjärne är dotter till Karin Stjärne Lindström och Jacob Stjärne, äldre syster till barnskådespelaren Polly Stjärne samt brorsdotter till Hanna Stjärne.

## Filmografi (i urval)
- 2010 – Godare än glass (TV-serie)
- 2011 – Tjuvarnas jul (TV-serie)
- 2011–2015 – Jessie (TV-serie) (röst till Zuri)
- 2014 – Bamse och tjuvstaden (röst till Nalle-Maja)
- 2014 – Tjuvarnas jul – Trollkarlens dotter
- 2015 – Bunk'd (TV-serie) (röst till "Zuri")
- 2016 – Bamse och häxans dotter (röst)
- 2018 – Sune vs Sune
- 2018 – Bamse och dunderklockan (röst)
- 2019 – Sune – Best Man
- 2021 – Sune – Uppdrag midsommar
- 2023 – Barracuda Queens (TV-serie)
- 2026 – The Entertainment System is Down